# ЗиУ-6
ЗиУ-6 — советский высокопольный автобус большой вместимости для внутригородских пассажирских перевозок, производившийся на заводе имени Урицкого. Эта модель автобуса находилась в производстве с 1959 по 1969 годы.

## История
Автобус большой вместимости готовился к постановке на конвейер Завода имени Урицкого параллельно с перспективным троллейбусом, и в 1959 году прототипы троллейбуса ЗиУ-5 и автобуса ЗиУ-6 с общим кузовом были представлены одновременно. 
Из-за отсутствия подходящего двигателя в серию не пошёл, в 1969-1970 года на шесть опытных автобусов установили дизельный двигатель Raba-MAN серии D2156 и автоматическую коробку передач Praga, знакомые советским транспортникам по автобусам Ikarus (машины получили обозначение ЗиУ-6-2М).
За время производства было выпущено семь машин различных модификаций. Автобус эксплуатировался в Киеве, Москве, Одессе и Сочи.